# Chalin (Koejavië-Pommeren)
Chalin is een dorp in de Poolse woiwodschap Koejavië-Pommeren. De plaats maakt deel uit van de gemeente Dobrzyń nad Wisłą.